# بردة سور (سردشت)
بردة سور هي قرية في مقاطعة سردشت، إيران. عدد سكان هذه القرية هو 137 في سنة 2006.